# Kim Seung-yong
Đây là một tên người Triều Tiên, họ là Kim.
Kim Seung-Yong (tiếng Hàn: 김승용; sinh ngày 14 tháng 3 năm 1985) là một cầu thủ bóng đá Hàn Quốc, thi đấu ở vị trí tiền đạo chạy cánh cho Gangwon FC. Anh cũng thi đấu ở Úc, Nhật Bản, và Trung Quốc.

## Thống kê câu lạc bộ
Tính đến 1 tháng 11 năm 2015
| Thành tích câu lạc bộ | Thành tích câu lạc bộ  | Thành tích câu lạc bộ                      | Giải vô địch | Giải vô địch | Cúp     | Cúp       | Cúp Liên đoàn | Cúp Liên đoàn | Châu lục | Châu lục  | Tổng cộng | Tổng cộng |
| Mùa giải              | Câu lạc bộ             | Giải vô địch                               | Số trận      | Bàn thắng    | Số trận | Bàn thắng | Số trận       | Bàn thắng     | Số trận  | Bàn thắng | Số trận   | Bàn thắng |
| --------------------- | ---------------------- | ------------------------------------------ | ------------ | ------------ | ------- | --------- | ------------- | ------------- | -------- | --------- | --------- | --------- |
| 2004                  | FC Seoul               | K League 1                                 | 3            | 0            | 1       | 0         | 11            | 0             | -        | -         | 15        | 0         |
| 2005                  | FC Seoul               | K League 1                                 | 14           | 1            | 2       | 0         | 6             | 0             | -        | -         | 22        | 1         |
| 2006                  | FC Seoul               | K League 1                                 | 6            | 0            | 1       | 1         | 7             | 1             | -        | -         | 14        | 2         |
| 2007                  | Gwangju Sangmu         | K League 1                                 | 16           | 0            | 2       | 0         | 7             | 0             | -        | -         | 25        | 0         |
| 2008                  | Gwangju Sangmu         | K League 1                                 | 12           | 1            | 1       | 1         | 7             | 2             | -        | -         | 20        | 4         |
| 2008                  | FC Seoul               | K League 1                                 | 1            | 1            | 0       | 0         | 0             | 0             | -        | -         | 1         | 1         |
| 2009                  | FC Seoul               | K League 1                                 | 23           | 1            | 1       | 0         | 4             | 0             | 3        | 1         | 31        | 2         |
| 2010                  | Jeonbuk Hyundai        | K League 1                                 | 4            | 0            | 1       | 0         | 1             | 1             |          |           | 6         | 1         |
| 2011                  | Gamba Osaka            | J1 League                                  | 28           | 4            | 2       | 2         | 0             | 0             | 7        | 1         | 37        | 7         |
| 2012                  | Ulsan Hyundai          | K League 1                                 | 34           | 3            | 3       | 0         | -             | -             | 14       | 3         | 51        | 6         |
| 2013                  | Ulsan Hyundai          | K League 1                                 | 28           | 1            | 2       | 2         | -             | -             | -        | -         | 30        | 3         |
| 2013–14               | Central Coast Mariners | A-League                                   | 9            | 2            | -       | -         | -             | -             | 5        | 0         | 14        | 2         |
| 2015                  | Qingdao Hainiu         | Giải bóng đá hạng nhất quốc gia Trung Quốc | 23           | 4            | 0       | 0         | -             | -             | -        | -         | 23        | 4         |
| 2016                  | Buriram United         | Giải bóng đá Ngoại hạng Thái Lan           | 1            | 1            | 0       | 0         | 0             | 0             | 0        | 0         | 1         | 1         |
| Tổng cộng sự nghiệp   | Tổng cộng sự nghiệp    | Tổng cộng sự nghiệp                        | 179          | 15           | 16      | 6         | 43            | 4             | 29       | 5         | 267       | 30        |

## Danh hiệu
Ulsan Hyundai
- Giải vô địch bóng đá các câu lạc bộ châu Á (1): 2012

### Quốc tế
- Giải vô địch bóng đá U-19 châu Á: 2004